# Bulbophyllum spadiciflorum
Bulbophyllum spadiciflorum é uma espécie de orquídea (família Orchidaceae) pertencente ao gênero Bulbophyllum. Foi descrita por Pierre Tixier em 1966.